# كونسبسيون توكومان (مدينة)
كونسبسيون، توكومان (بالإسبانية: Concepción, Tucumán)‏ هي منطقة سكنية تقع في الأرجنتين في توكومان (محافظة). يقدر عدد سكانها بـ 50,000 نسمة .

## معرض صور

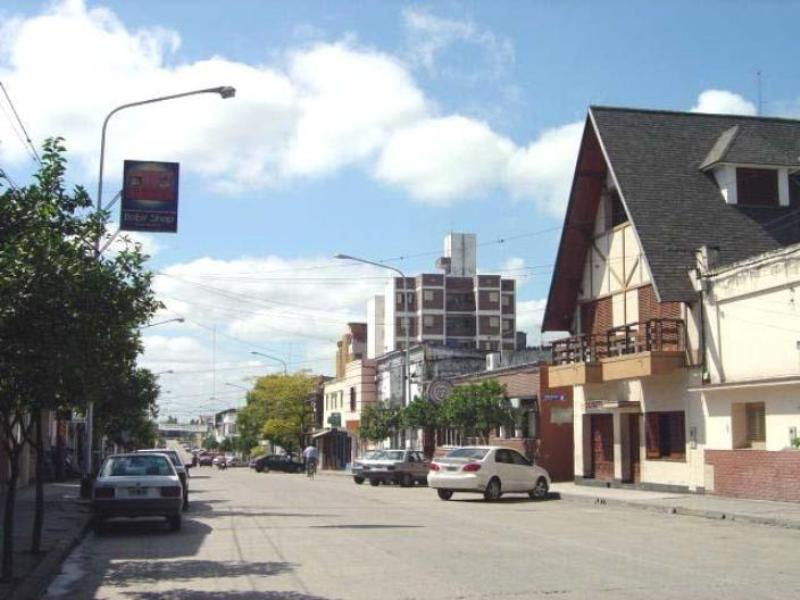
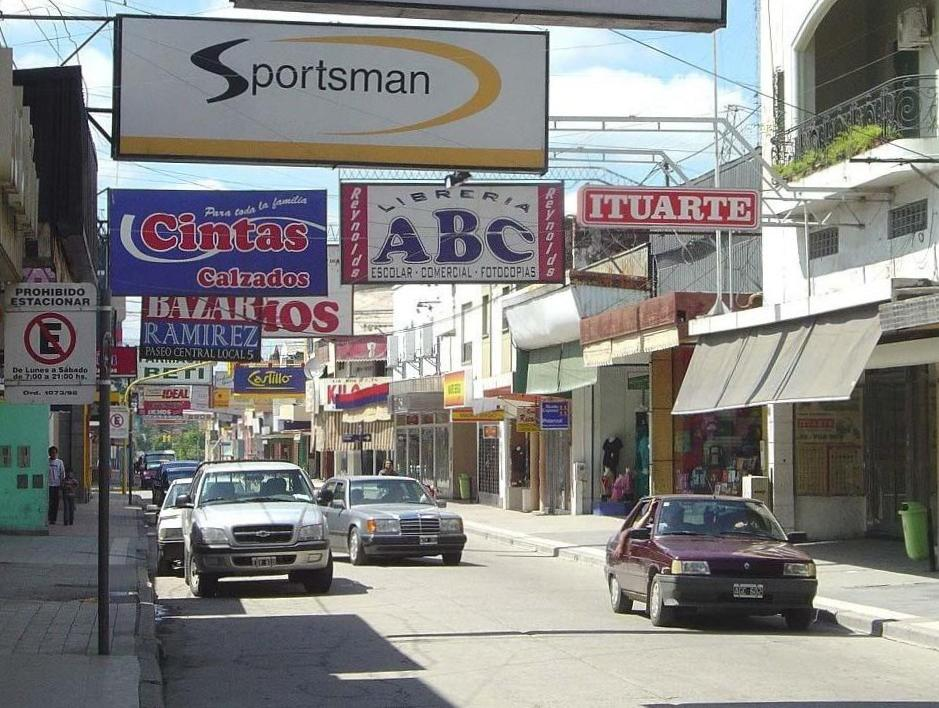
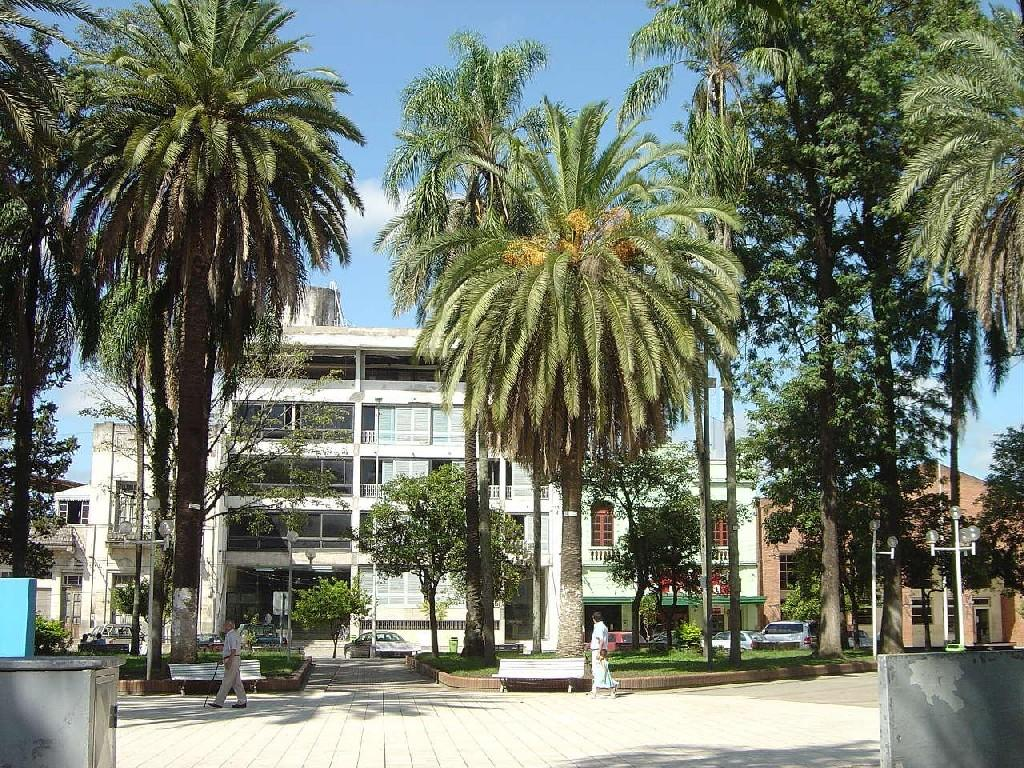
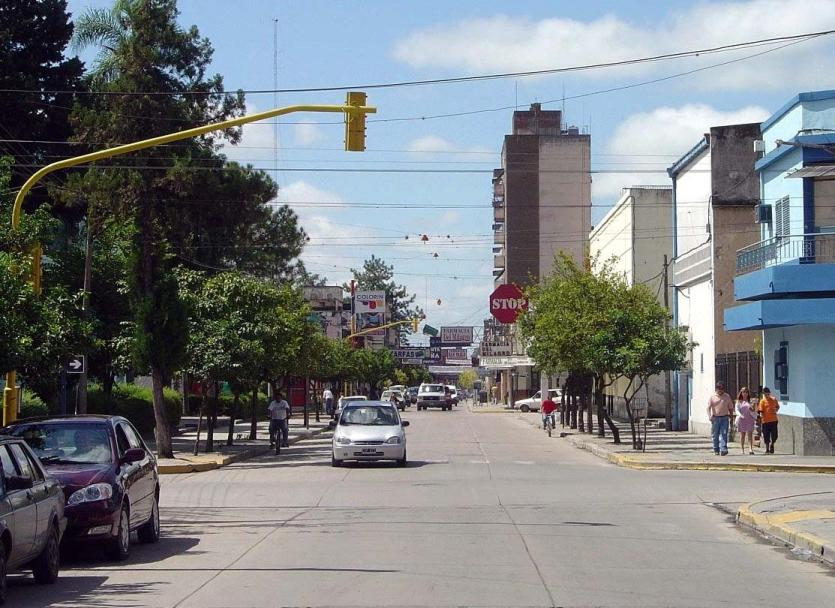
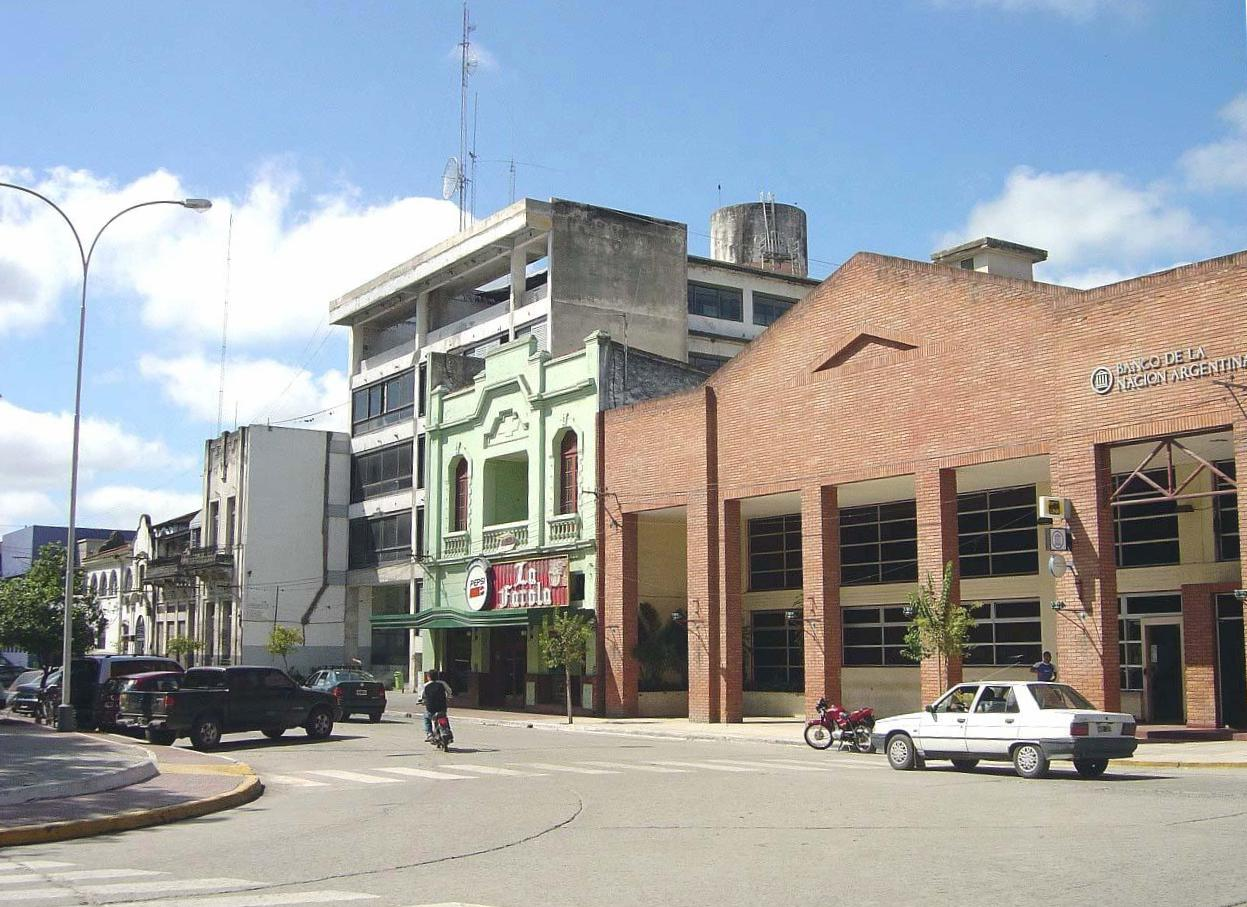

## أعلام
- سيرجيو غالفان ري
- فيكتور إسحاق أكوستا